# Parc national General Juan N. Álvarez
Le parc national General Juan N. Álvarez (espagnol : Parque nacional General Juan N. Álvarez) est un parc national du Mexique situé dans le Guerrero. Il a une superificie de 528 ha et il a été créé le 30 mai 1964. Il est administré par la Comisión Nacional de Áreas Naturales Protegidas.